# Cantonul Roanne-Sud
Cantonul Roanne-Sud este un canton din arondismentul Roanne, departamentul Loire, regiunea Rhône-Alpes, Franța.

## Comune
- Lentigny
- Ouches
- Pouilly-les-Nonains
- Riorges
- Roanne (parțial, reședință)
- Saint-Jean-Saint-Maurice-sur-Loire
- Saint-Léger-sur-Roanne
- Villemontais
- Villerest